# Herbrechtingen
Herbrechtingen est une ville allemande du district de Stuttgart, dans le Bade-Wurtemberg, sur la rivière Brenz. Elle se trouve à 7 km au sud de Heidenheim et à 28 km au nord-est d'Ulm.

## Histoire

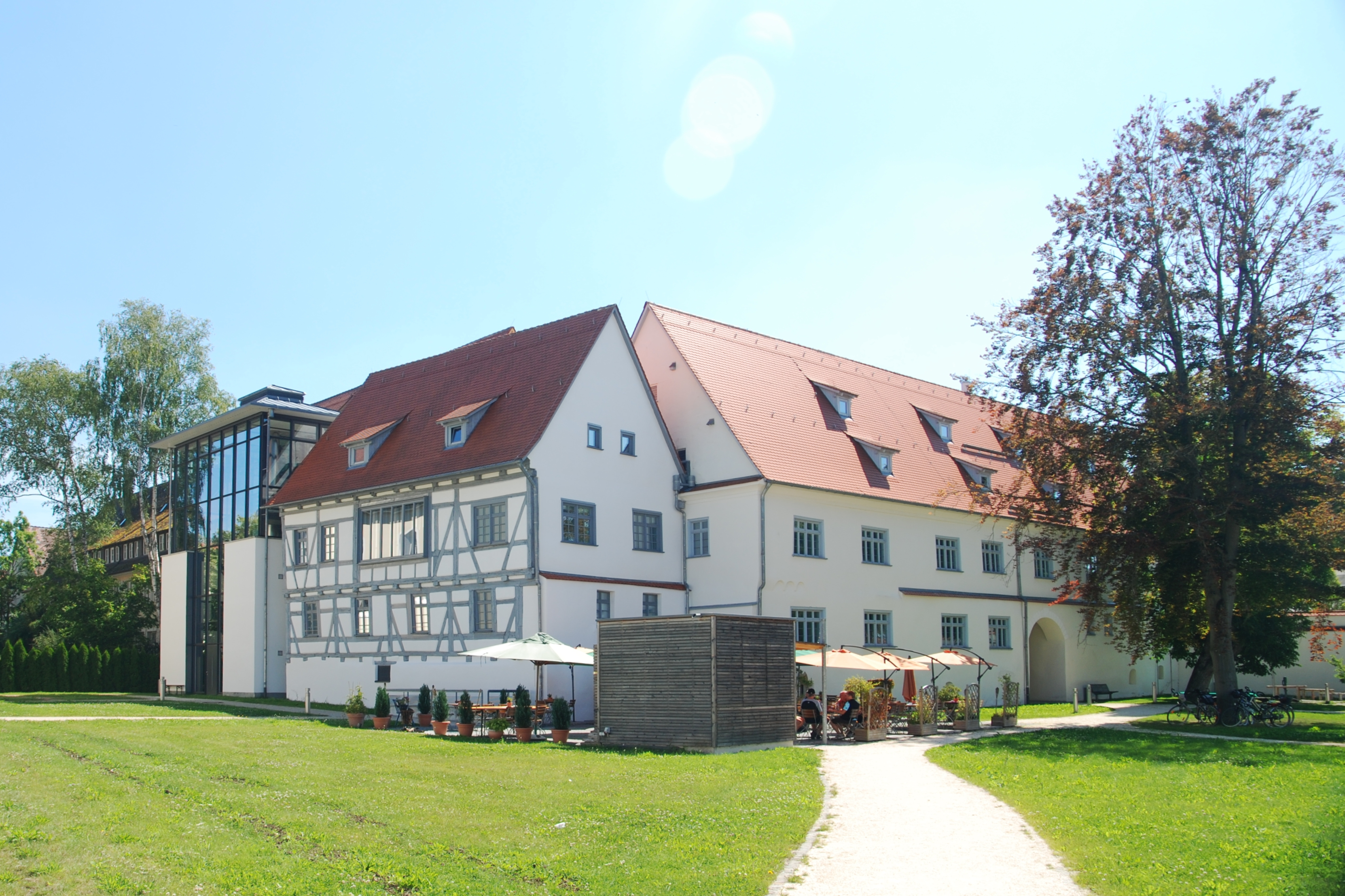
Le monastère d'Herbrechtingen.

L'histoire de la ville est liée à celle de l'ancien monastère d'Herbrechtingen, dont on trouve la première mention dans un document daté de 774 par lequel Charlemagne fait don de la villa Hagrebertingas à l'abbé Fulrad de Saint-Denis. C'est ce dernier qui fonde par la suite un monastère à Herbrechtingen. En 1171 l'empereur Frédéric Barberousse accorde au monastère le droit de marché. À la même époque, le monastère passe sous la juridiction des Chanoines réguliers de saint Augustin.
Le 15 octobre 1805, se livre non loin d'Herbrechtingen la bataille d'Ulm opposant les autrichiens à la Grande Armée de Napoléon.

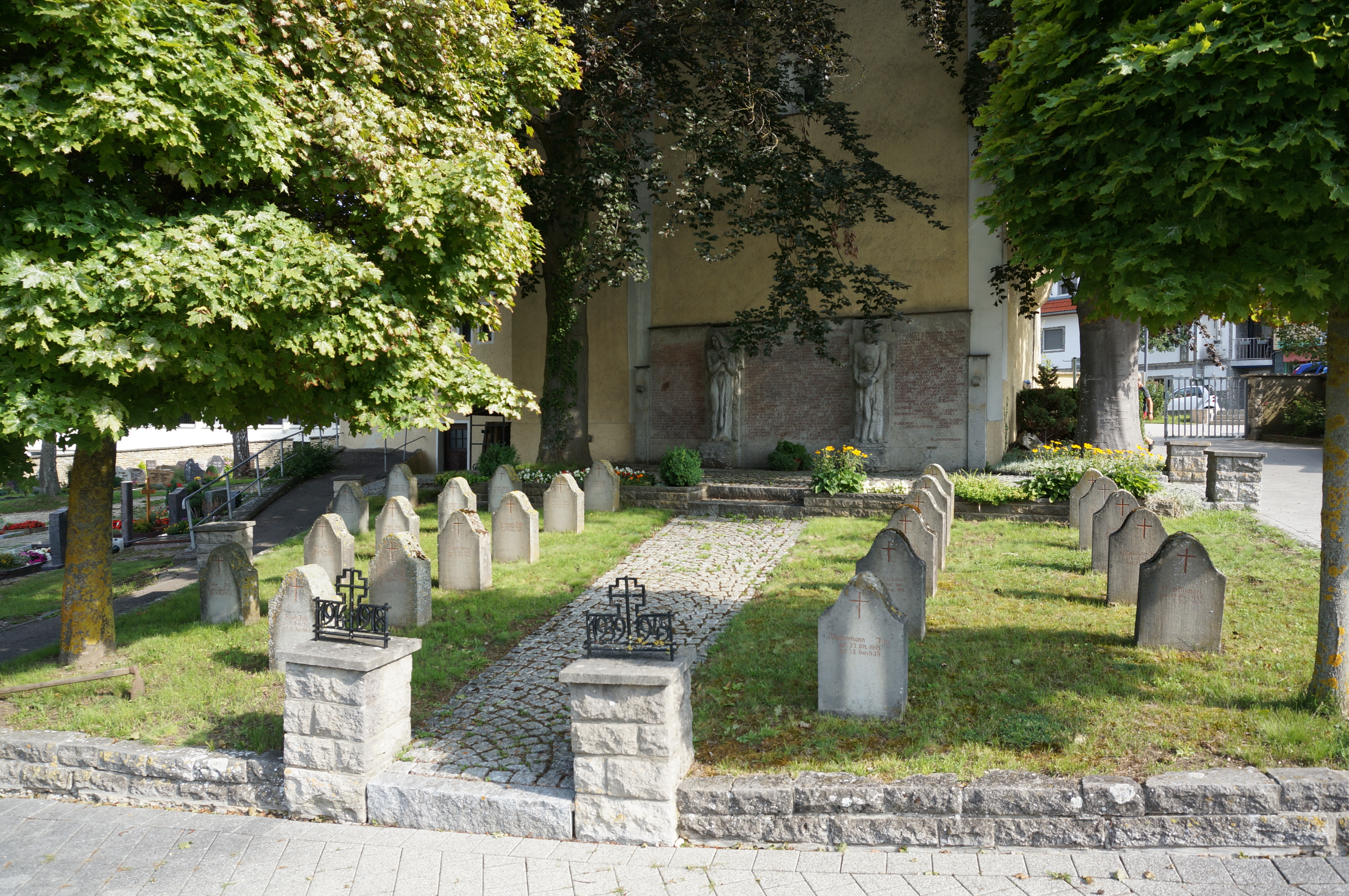
Monument aux morts des deux guerres mondiales.

La Première Guerre mondiale fit 118 morts à Herbrechtingen et la seconde 174 morts et 85 disparus. En 1949 paraît le premier numéro de l'hebdomadaire Herbrechtinger Wochenblatt et en 1953 la commune d'Herbrechtingen adopte de nouvelles armoiries, inchangées jusqu'à l'époque actuelle. Herbrechtingen a célébré en 1974 le 1200e anniversaire de sa fondation.
Après des travaux de restauration ayant duré 4 ans, un nouveau centre culturel dans l'enceinte du monastère est inauguré le 13 septembre 2002. Le 18 juin 2003 est ouverte une route de contournement qui avait été planifiée depuis 50 ans.

## Culture et patrimoine
Au centre du village, à côté de la mairie se trouve le cimetière avec son monument aux morts entouré de deux églises, l'ancienne du monastère et une autre. Une ancienne abbaye bénédictine se trouve sur son territoire.

## Infrastructures
Le village est desservi par la Brenzbahn, ligne Aalen, Ulm qui n'est pas électrifiée mais s'arrête en la gare d'Herbrechtingen ; il se trouve aussi sur l'autoroute 7.

## Jumelages
La ville de Herbrechtingen est jumelée avec
- Mošnov (Tchéquie) depuis 1977
- Karavukovo (Serbie) depuis 1984
- Horná Štubňa (Slovaquie) depuis 1986
- Biatorbágy (Hongrie) depuis 1989

## Personnalités liées à Herbrechtingen

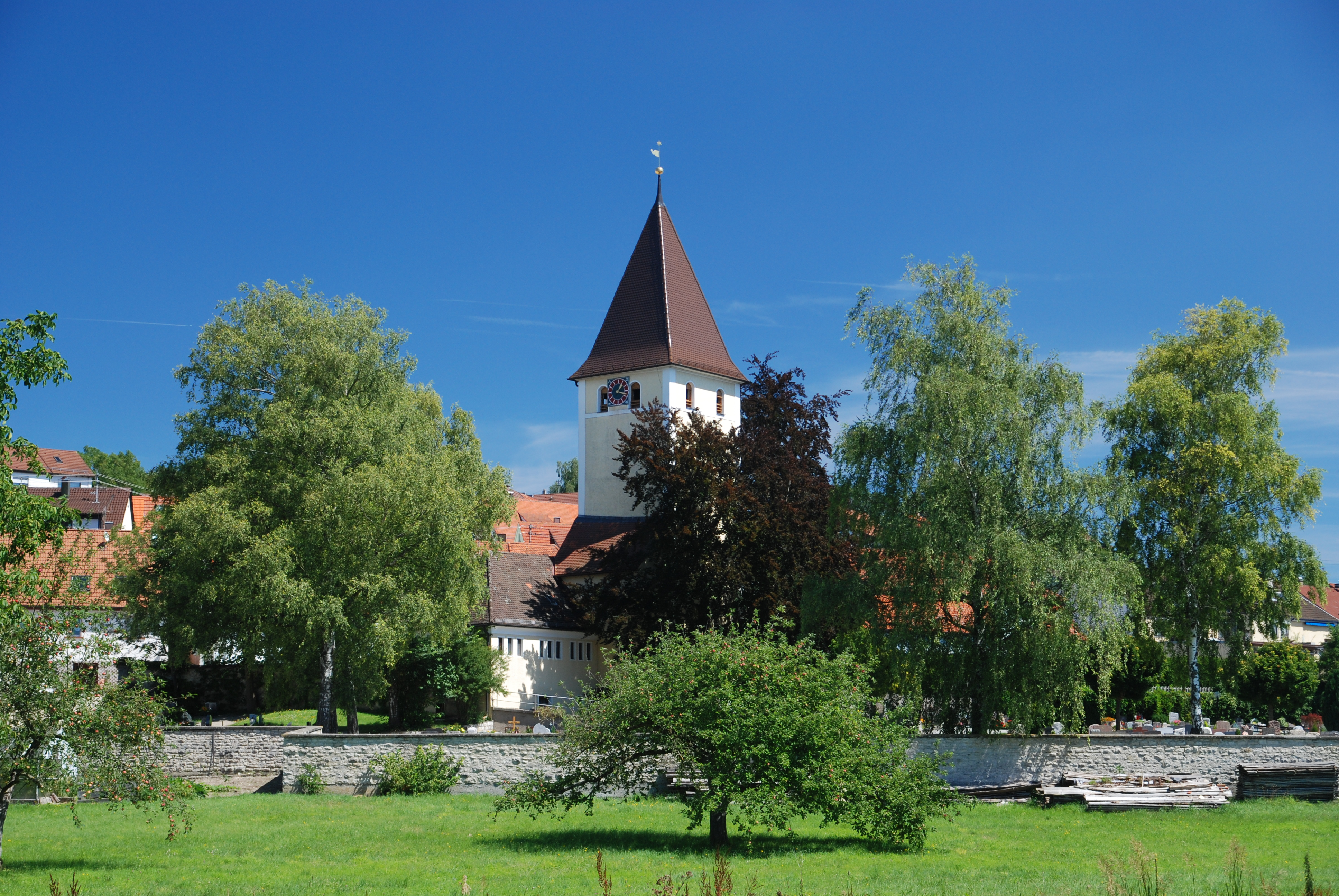
L'église d'Herbrechtingen et son clocher.

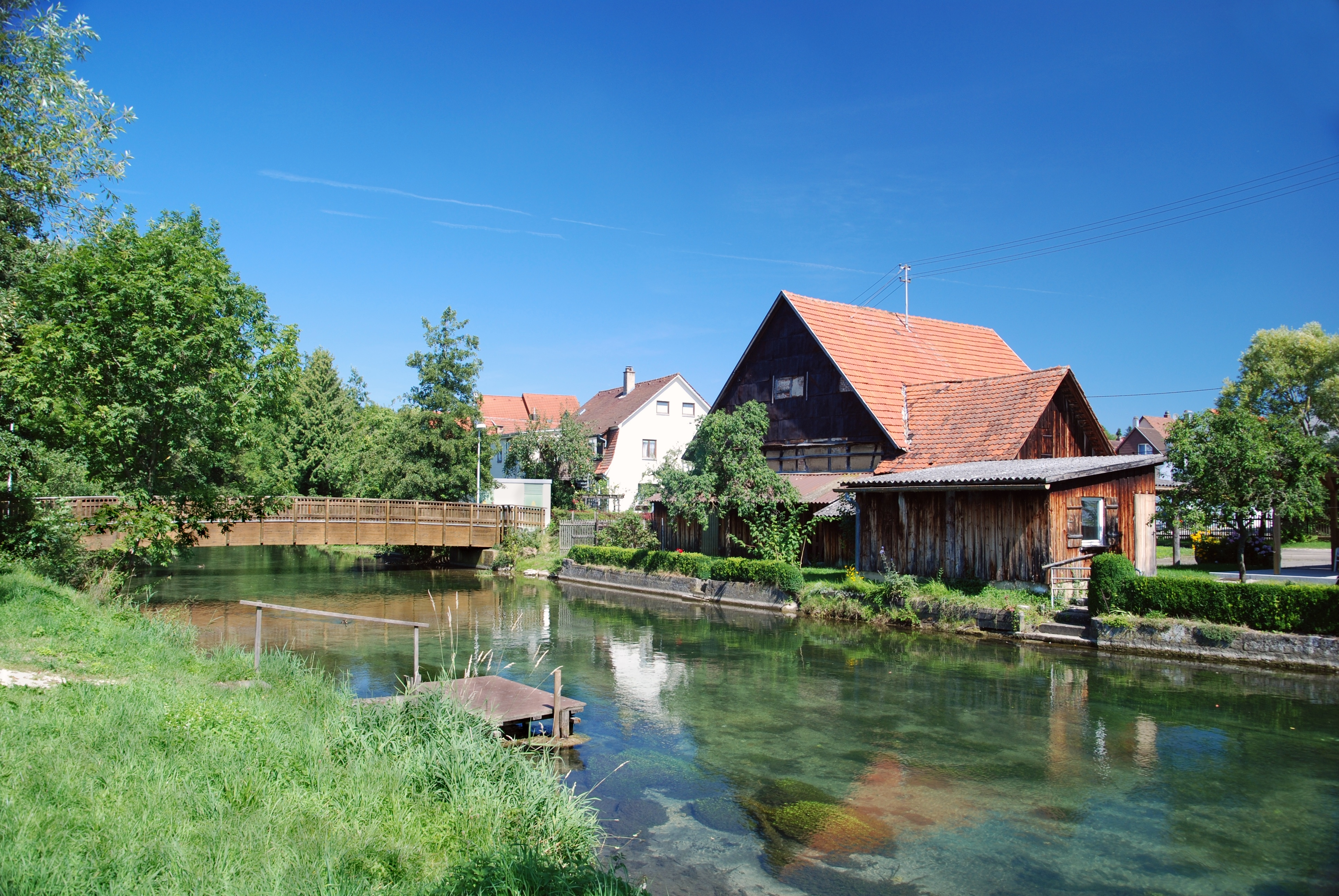
La Brenz à Herbrechtingen.

- Ferdinand von Hompesch zu Bolheim (1744-1805), né à Bolheim, un village faisant de nos jours partie d'Herbrechtingen, était le 71e grand maître[2] des Hospitaliers de l'ordre de Saint-Jean de Jérusalem.
- L'astrophysicien Albrecht Unsöld (1905-1995), était né le 20 avril 1905 à Bolheim.
- Le député vert Udo Tischer (1956-1992), membre du Bundestag, était né à Herbrechtingen le 26 novembre 1956
- Johann Albrecht Bengel (1687-1752), théologien et éducateur piétiste, fut abbé du monastère évangélique d'Herbrechtingen de 1741 à 1749 avec le titre de prélat.
- Johann Christian Hiller (1734-1820) fut prêtre à Anhausen an der Brenz, un village devenu quartier d'Herbrechtringen. Il fut d'abord professeur au monastère de Maulbronn où il eut notamment parmi ses élèves le poète Friedrich Hölderlin. Il fut plus tard conseiller au parlement de Wurtemberg et abbé du monastère d'Anhausen an der Brenz avec le titre de prélat. Il était le fils du poète et compositeur de lieder Philipp Friedrich Hiller (1699–1769).